# Gewone roofvlieg
De gewone roofvlieg (Tolmerus atricapillus) is een vliegensoort uit de familie van de roofvliegen (Asilidae). De wetenschappelijke naam van de soort is voor het eerst geldig gepubliceerd in 1814 door Fallén.